# Antisophista
Antisophista, nei repertori bibliografici talvolta anche citato come Antisophisia, è un trattato medico-filosofico in latino che, stampato a Bologna nel 1519, è prevalentemente attribuito all'umanista Niccolò Leoniceno. Il trattato polemizza contro la logica sofista cinquecentesca, difendendo, in particolare, la dottrina di Galeno.
L'opera è caratterizzata, in prima istanza, dall'ambiguità del titolo, non tanto per già citato refuso presente nell'occhiello rispetto a quel che si legge sul frontespizio, quanto soprattutto perché, con l'indicazione dell'autore in un anonimo studente del Leoniceno che si trincera dietro un criptico "medico romano", il trattato tenderebbe a escludere una attribuzione al celebre medico originario di Lonigo.
A questo proposito, la paternità del trattato è stata più volte variamente discussa: secondo una tesi, pubblicata alla fine dell'Ottocento da un biografo del celebre medico attivo a Ferrara, e riproposta alla metà del secolo scorso, l'autore non poteva essere il Leoniceno; alla mano di questi lo accreditano, viceversa, più recenti istanze storiografiche, confermando le più datate interpretazioni, fra gli altri, di Paolo Giovio. In effetti, come ricordava Pierre Bayle, il Giovio prestò molta attenzione al trattato di un, peraltro, antisofista per eccellenza quale era, appunto, Leoniceno.
L'autore dunque seguirebbe un espediente classico della letteratura, rafforzato da un altro topos letterario: nel trattato intesse, infatti, una polemica indiretta, fingendo di rivolgersi a un amico sofista. L'opera, che si apre con un'introduzione sotto forma di lettera di Ludovico Bonaccioli, si traduce in tal modo in un attacco programmatico contro la logica, invalsa tra XV e XVI secolo, di utilizzare sofisticherie di sorta. Leoniceno qui si sofferma sul concetto di ordo docendi, chiarendo come gli ordini di insegnamento debbano essere soltanto tre, sulla scorta del De tribus doctrinis, che aveva ricevuto degli attacchi. La parte conclusiva del pamphlet è riservata, invece, alla necessità di trattare i problemi secondo precisione, attingendo in tal senso a Galeno.